# Cá chim giấy tròn
Cá chim giấy tròn (danh pháp khoa học: Platax orbicularis) là một loài cá thuộc họ Cá tai tượng biển (Ephippidae). Trong tự nhiên, loài cá này được tìm thấy trong vùng nước lợ hoặc nước mặn, thường là xung quanh các rạn san hô, ở độ sâu 5-30 mét. Phạm vi của nó kéo dài từ Biển Đỏ và Đông Phi ở phía đông đến quần đảo Tuamotu ở Polynesia thuộc Pháp ở phía tây, và từ miền nam Nhật Bản ở phía Bắc tới miền bắc Australia và New Caledonia. Nó đã được ghi nhận ngoài khơi bờ biển của Florida, mặc dù điều này có thể là kết quả của việc cá nuôi cảnh bị thả ra. Cá non sống đơn độc hoặc sống trong các nhóm nhỏ, trong số những rừng ngập mặn, đầm phá bên trong phá kín. Con trưởng thành được tìm thấy ở vùng biển mở rộng hơn và sâu hơn.

## Hình ảnh

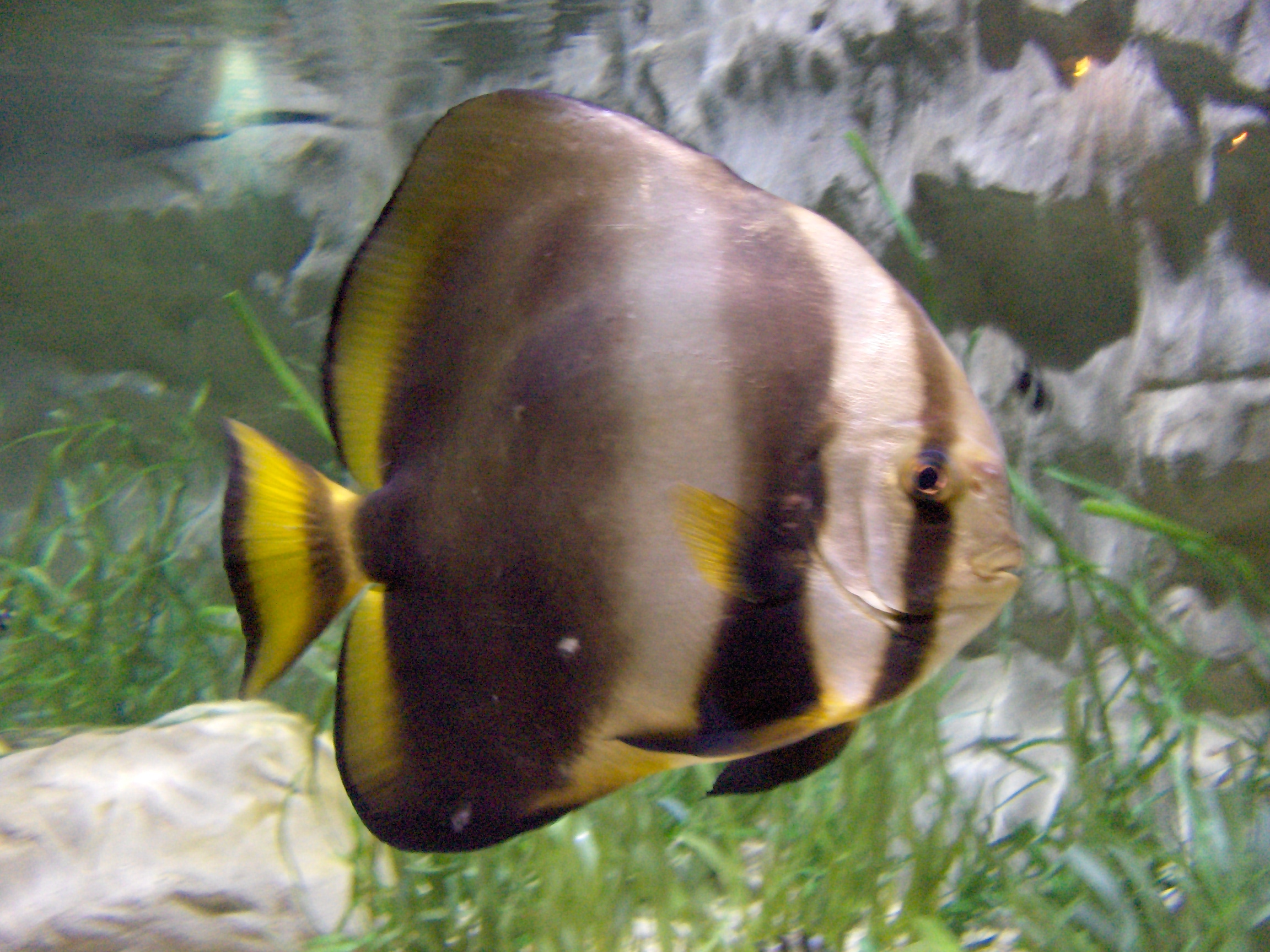
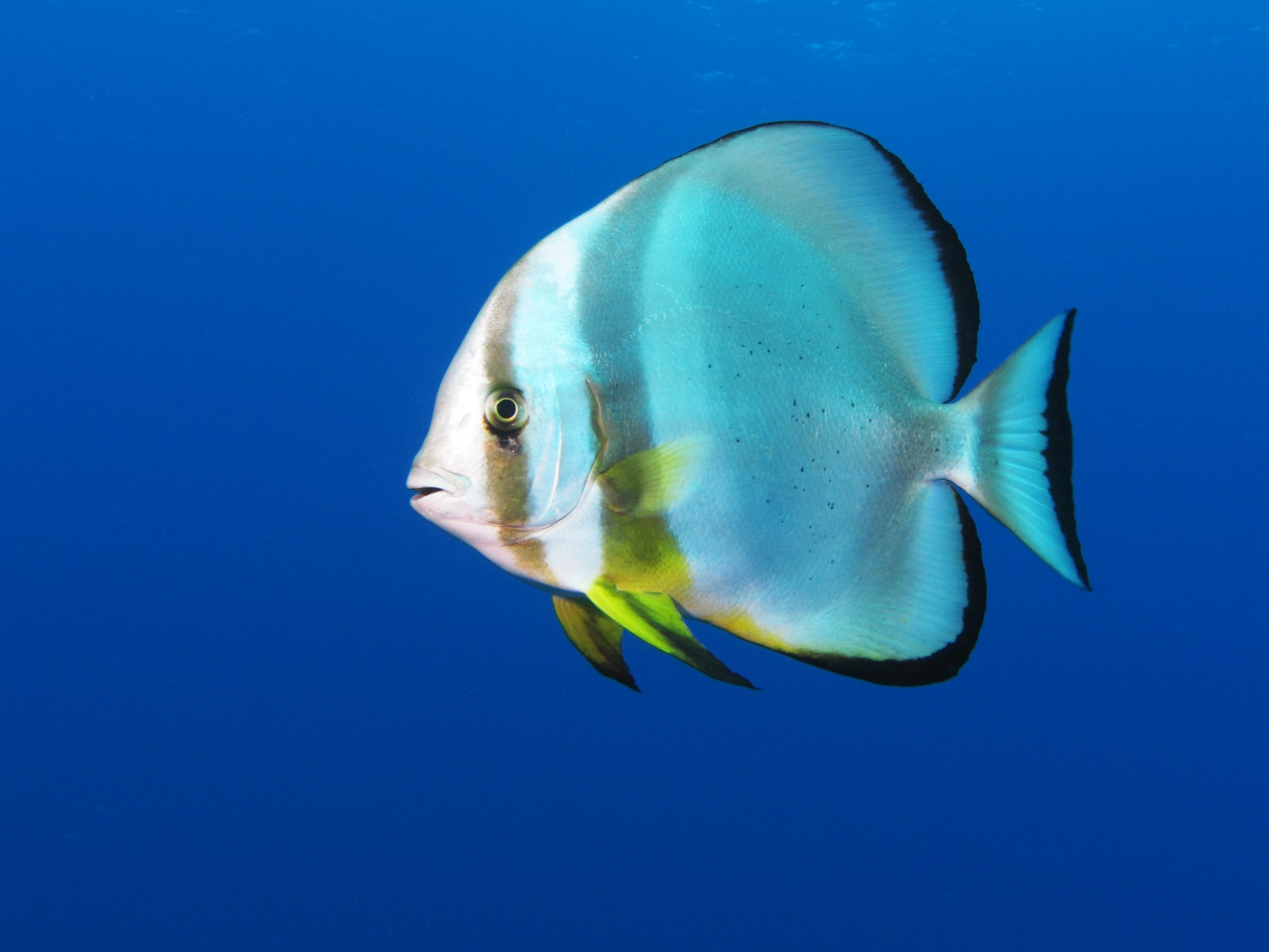
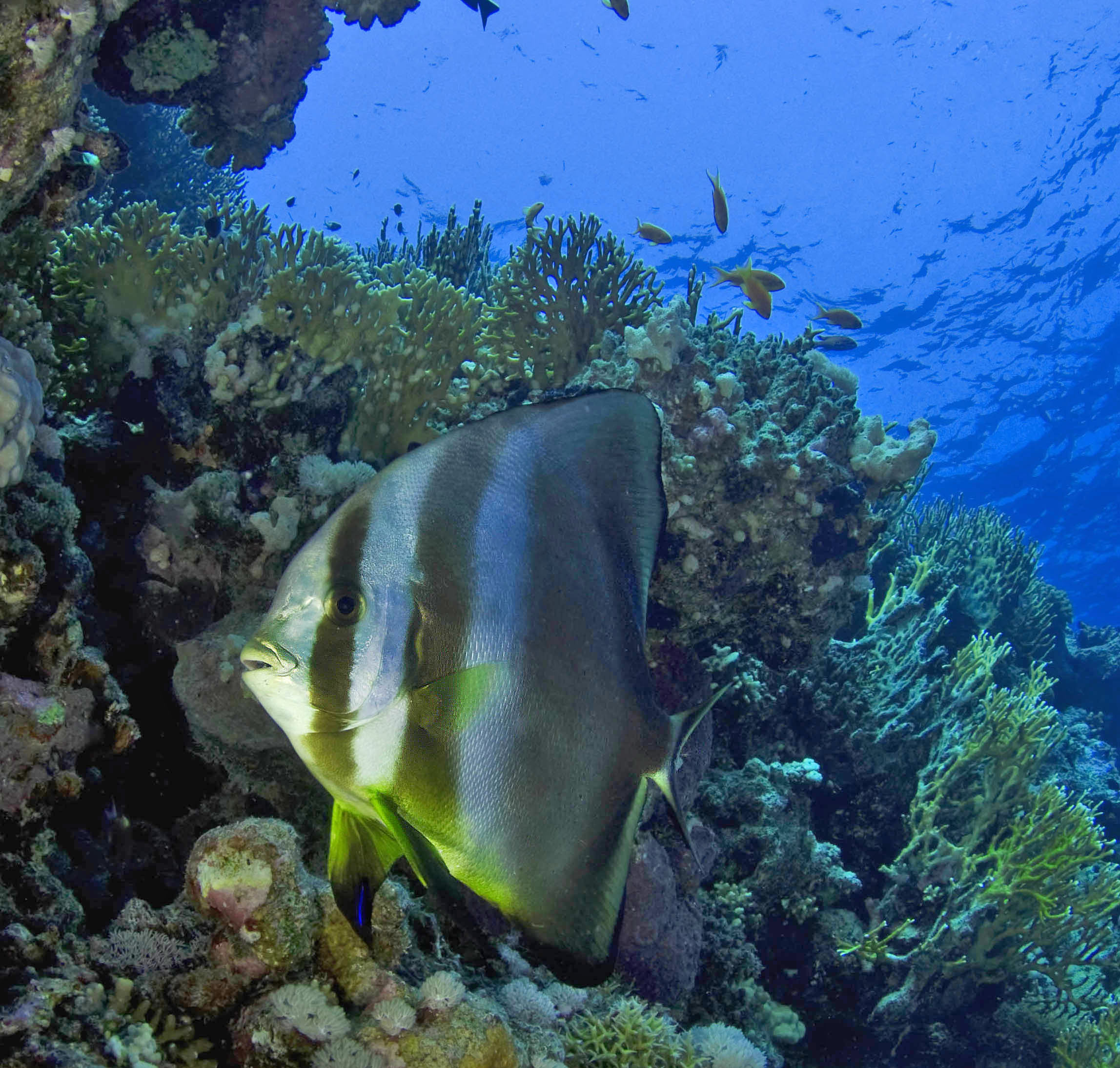
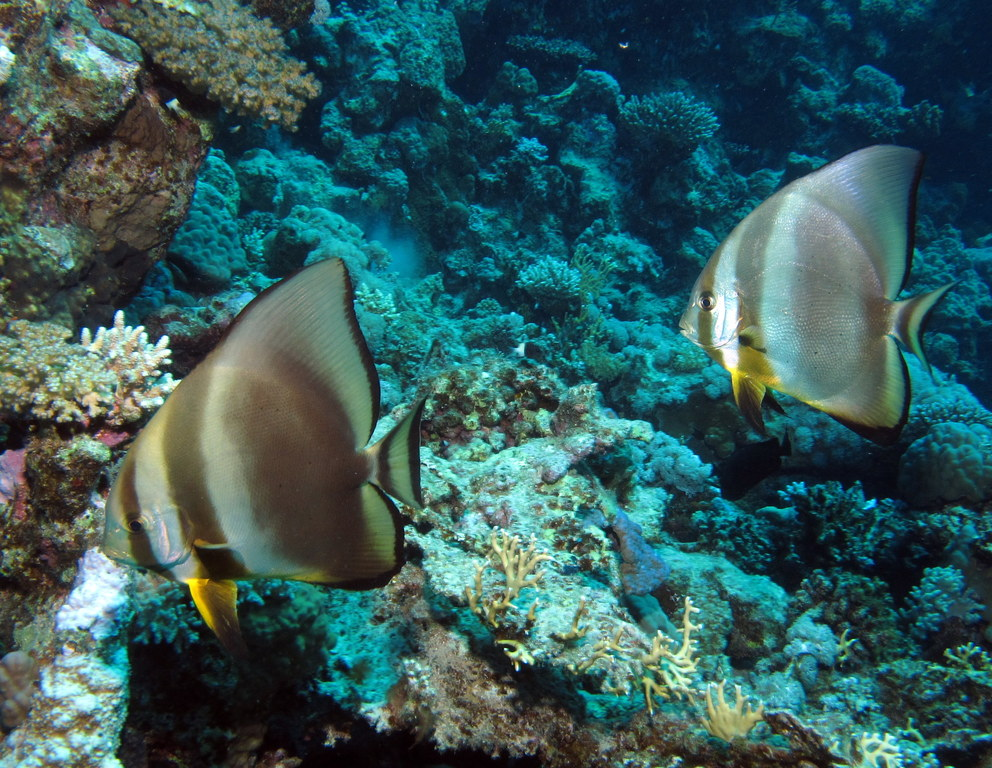